# War of the Monsters
War of the Monsters és un videojoc de lluita desenvolupat per Incognito Entertainment i publicat per Sony Computer Entertainment per a la PlayStation 2. Santa Monica Studio va assistir en el desenvolupament. El joc va ser llançat per a PlayStation 2 el gener de 2003 a Amèrica del Nord i a l'abril a Europa. Una versió emulada i millorada es va tornar a llançar per a PlayStation 4 el desembre de 2015.
El joc està ambientat a partir d'una invasió alienígena de la Terra on els seus perillosos combustibles han generat monstres gegants que lluiten entre ells en entorns diversos. El joc ret homenatge a les pel·lícules kaiju i a les pel·lícules de ciència-ficció dels anys 50.

## Jugabilitat

Els monstres lluiten en un entorn de la ciutat, destruint-la al seu pas i utilitzant objectes com vehicles o runes per atacar-se entre ells.

A War of the Monsters, els jugadors fan el paper de grans monstres en entorns de la ciutat. El joc es juga com un joc de lluita, però funciona de manera diferent a les rondes estructurades tradicionals un-en-un. En canvi, les baralles poden incloure fins a 4 monstres en una estructura de lluita simultània a quatre bandes. La càmera està en perspectiva en tercera persona, cosa que permet al jugador centrar-se únicament en el seu personatge.
Els monstres tenen dues barres d'estat a cada partida, salut i resistència. Igual que la fórmula de joc de lluita estàndard, cada vegada que un monstre rep dany, la seva barra de salut general baixa fins que s'esgota completament, donant lloc a la derrota del jugador. La resistència determina quanta energia pot atacar un monstre. La barra baixa si un monstre agafa un altre enemic o realitza un atac a distància. Si la barra està plena, un monstre pot realitzar atacs especials, mentre que si la barra està completament esgotada, no poden fer servir atacs bàsics temporalment (encara poden llançar i atacar amb objectes, però, la qual cosa afegeix energia a la barra i ajuda a la barra buida a recuperar-se més ràpid).
També, a diferència de la majoria dels jocs de lluita, els jugadors poden vagar lliurement per l'entorn, cosa que permet escalar o saltar des d'edificis i penya-segats. Els monstres poden utilitzar l'entorn per fer mal als seus enemics fent armes amb diversos objectes que es troben a la ciutat, com ara vehicles i runes com a projectils, bigues d'acer i columnes de pedra com a porres i les antenes de ràdio com a llança per empalar-ne els altres, deixant-los inactius temporalment. També hi ha alguns objectes de l'entorn, que poden augmentar la salut o la resistència, apareixent com a globus verds o blaus i pictogrames radioactius flotants. Els edificis es poden destruir si un monstre ataca directament o s'hi llança. En algunes ciutats, els edificis més alts poden caure de costat i poden aixafar altres monstres i matar-los a l'instant.
En el mode Aventura, juntament amb una sèrie de baralles amb altres monstres, també hi ha batalles contra enemics finals. Són molt més grans que els monstres jugables estàndards i requereixen determinades estratègies per derrotar-los. També es poden guanyar "Fitxes" mitjançant el mode Aventura, que es poden gastar a la botiga de "Desbloqueigs" per desbloquejar més ciutats, monstres i aspectes de monstres. I també es pot desbloquejar minijocs com esquivar la pilota o la destrucció de la ciutat.
Les opcions multijugador permeten dos jugadors mitjançant la pantalla dividida, que es pot configurar per fusionar-se en una pantalla quan els dos jugadors estiguin prou a prop per cabre a la mateixa pantalla.

## Argument
La trama està ambientada a la dècada de 1950 on una flota de plats voladors alienígenes envaeixen la Terra, causant danys massius. Els científics de les nacions del món aconsegueixen crear una sèrie d'armes secretes que, quan s'activen, deixen anar ones de xoc que curtcircuiten els plats i els fan xocar. Malauradament, els plats voladors estaven alimentats amb un líquid radioactiu verd, que es va filtrar quan es van estavellar. A través d'això, el combustible infecta animals, humans i robots, convertint-los en monstres mutants gegants, creant una guerra per la supremacia entre ells. El jugador actua com un d'aquests monstres i lluita contra la resta d'ovnis restants a ciutats de ficció d'arreu del món.
El mode història del joc comença a Midtown Park on un simi mutant gegant anomenat Congar derrota una onada de forces militars però és derrotat pel monstre principal.
A Gambler's Gulch, el monstre principal també derrota la bèstia rèptil, Togera. Després de la derrota de Togera, un mech de classe militar anomenat Robo-47 i els militars apareixen i ataquen el monstre principal però també són derrotats. En una base militar de Rosedale Canyon, el monstre principal s'enfronta a una horda de formigues gegants irradiades i un mega robot, Goliath Prime. Prime i les formigues són tots derrotats.
A Metro City, els militars decideixen provar la seva nova arma, Mecha-Congar, a la mantis gegant, Preytor, que estava atacant la ciutat. Abans que poguessin lluitar, apareix el monstre principal i els derrota a tots dos.
El monstre principal viatja a Century Airfield i derrota els dracs bessons anomenats Raptros.
Aleshores, a la central elèctrica de l'Atomic Island, el monstre principal derrota un eixam de Kineticlops, monstres elèctrics vius, provocant una fusió nuclear. A les ruïnes resultants, el monstre principal ha de lluitar contra una gran criatura vegetal de tres caps anomenada Vegon.
Dos Robo-47 detenen un atac d'OVNI a la pintoresca Baytown i després intenten matar el monstre principal. Tots dos són repel·lits i colpejats.
A l'illa del Pacífic de Club Caldera, els monstres de roca, Magmo i Agamo lluiten entre ells amb el monstre principal atrapat al mig. Tots dos són derrotats.
Després de derrotar dos robots, Ultra-V a "Tsunopolis", el monstre principal és segrestat per un OVNI que el porta de tornada a la nau mare. Allà, el monstre principal ha d'esquivar tres Zorgulon abans de ser segrestat una vegada més quan la nau mare explota, provocant que l'OVNI s'estavelli contra la ciutat nord-americana de Capitol. Allà, el líder alienígena Cerebulon ataca amb un vestit robòtic de batalla amb trípode de múltiples capes. Després que Cerebulon sigui derrotat, el monstre principal vencedor observa com l'última part de Cerebulon, una petita criatura tímida semblant a un insecte fuig. Es mostra un curtmetratge sobre l'origen del monstre en funció de qui esculli el jugador. Les úniques excepcions són Raptros el drac i Zorgulon la criatura alienígena que té el seu propi final amb rugit de victòria.

## Rebuda
War of the Monsters va rebre "crítiques generalment favorables" segons l'agregador de ressenyes Metacritic de videojocs. Al Japó, Famitsu li va donar una puntuació de tres sets i un sis per a un total de 27 de 40.
La majoria dels crítics van elogiar l'estil del joc i la llista de monstres, sent un homenatge a les clàssiques pel·lícules de monstres. IGN va afirmar que "el joc s'inspira en pel·lícules com El monstre dels temps remots, King Kong i Godzilla, els personatges semblen inspirar-se immediatament en el gran Ray Harryhausen", continuant dient "cadascuna de les 10 bèsties gegantines del joc és tan divertida de jugar com de veure'ls". mentre que GameSpot va dir que "una presentació elegant dona al joc l'estil d'una pel·lícula d'autocine antiga o una retransmissió de notícies, i realment funciona bé per accentuar el tema i els personatges retro del joc". Més tard, la publicació el va nomenar el segon millor joc de PlayStation 2 del gener de 2003.
GameSpy va quedar igualment impressionat, assenyalant els entorns destructibles, que "WotM captura l'alegria de la destrucció més que qualsevol joc al qual he jugat mai. Creieu que tombar edificis era divertit a Rampage? Són deu... no, dotze vegades millor a WotM". Game Informer, tanmateix, es va queixar de certs aspectes del joc, que "els atacs imbloquejables són francament injustos" i que "la càmera mandrosa produeix nombrosos punts cecs durant una batalla". Game Revolution va assenyalar problemes d'IA, que "els monstres mostren habitualment un fort sentit d'autopreservació", que van anomenar "comportament extremadament frustrant".
Durant els 7th Annual Interactive Achievement Awards, l'Acadèmia d'Arts i Ciències Interactives va nominar War of the Monsters per al "Console Fighting Game of the Year", que finalment es va donar a Soulcalibur II.